# Anthometra unicolorana
Anthometra unicolorana är en fjärilsart som beskrevs av Abel Dufrane 1931. Anthometra unicolorana ingår i släktet Anthometra och familjen mätare. Inga underarter finns listade i Catalogue of Life.